# Очаговая алопеция
Очаговая алопеция (англ. Alopecia areata), также известная как гнёздное облысение, — состояние, при котором волосы выпадают на некоторых или всех участках тела. Заболевание часто приводит к появлению нескольких залысин на коже головы, каждая размером с монету. Психологический стресс и болезни являются возможными факторами, вызывающими очаговую алопецию у лиц из группы риска, но в большинстве случаев очевидных причин нет. В остальном люди, как правило, здоровы. В некоторых случаях выпадают все волосы на коже головы (тотальная алопеция) или все волосы на теле (универсальная алопеция). Выпадение волос может быть постоянным или временным.
Считается, что очаговая алопеция является аутоиммунным заболеванием, возникающим в результате нарушения иммунной защиты волосяных фолликулов. Факторы риска включают семейный анамнез заболевания. Среди однояйцевых близнецов, если поражён один, вероятность того, что другой также будет поражён, составляет около 50 %. Механизм, лежащий в основе заболевания, заключается в том, что организм не распознаёт собственные клетки, и это ведёт к последующему разрушению волосяных фолликулов с участием иммунной системы.
Не существует известного лечения этого состояния. Некоторые методы лечения, особенно инъекции триамцинолона и кремы с 5 % миноксидилом для наружного применения, эффективны для ускорения роста волос. Рекомендуется также использовать солнцезащитные средства, головные уборы для защиты от холода и солнца, а также очки, если отсутствуют ресницы. Более чем в 50 % случаев при внезапно возникающем локализованном очаговом заболевании волосы отрастают в течение года. У пациентов с одним или двумя участками облысения волосы могут восстановиться вплоть до 80 % за год. Однако так как вылечить заболевание невозможно, у людей может быть более одного эпизода в течение жизни. У многих пациентов потеря и восстановление волос происходит не один раз в течение нескольких лет. Из тех, у кого выпадают все волосы на теле, восстанавливается менее 10 %.
Около 0,15 % людей могут быть подвержены этому заболеванию в любой момент, и 2 % населения когда-либо сталкивались с этой проблемой. Заболевание обычно начинается в детском возрасте. У женщин заболевание встречается чаще, чем у мужчин.

## Признаки и симптомы
Типичными первыми симптомами очаговой алопеции являются небольшие залысины. На участке потери волос нет шрамов, и внешне кожа выглядит нормальной. Хотя эти пятна могут принимать разную форму, обычно они круглые или овальные. Очаговая алопеция чаще всего поражает кожу головы и бороду, но может возникать на любой части тела с волосами. Разные участки кожи могут одновременно переживать потерю волос и их восстановление. Заболевание может также временно уходить в ремиссию или быть постоянным. Часто встречается у детей.
Область выпадения волос может покалывать или быть слегка болезненной. Потеря волос обычно происходит за короткий период, и чаще всего она проявляется сильнее на одной стороне головы, чем на другой.
Часто можно наблюдать так называемые волосы, похожие на восклицательный знак, которые сужаются по длине ближе к основанию, создавая характерный вид восклицательного знака. Эти волосы очень короткие (3-4 мм), их можно увидеть вокруг облысевших участков.
При выдёргивании здоровых волос их должно выпасть не более 10, и они не должны распределяться равномерно по области выдёргивания. В случаях очаговой алопеции волосы, как правило, легче выдёргиваются вдоль края участка, где фолликулы уже подвергаются атаке иммунной системы организма, чем вдали от участка, где они всё ещё здоровы.
На ногтях могут появиться вмятины или трахионихия.

## Причины
Считается, что очаговая алопеция является системным аутоиммунным заболеванием, при котором организм атакует собственные анагенные волосяные фолликулы и подавляет или останавливает рост волос. Например, Т-клеточные лимфоциты группируются вокруг поражённых фолликулов, вызывая воспаление и последующее выпадение волос. Волосяные фолликулы в нормальном состоянии защищены от иммунной системы, это явление называют иммунной привилегией. Нарушение состояния иммунной привилегии считается причиной очаговой алопеции. Сообщалось о нескольких случаях рождения детей с врождённой очаговой алопецией. Признано воспалительным заболеванием первого типа.
Очаговая алопеция не заразна. Она чаще возникает у людей, которые имеют ближайших родственников с этим состоянием, что может указывать на наследственность как один из факторов. Убедительные доказательства генетической связи с повышенным риском развития очаговой алопеции были обнаружены при изучении семей с двумя или более поражёнными членами. Исследование выявило по меньшей мере четыре области в геноме, которые, вероятно, содержат гены, влияющие на развитие заболевания. Кроме того, очаговая алопеция имеет общие генетические факторы риска с другими аутоиммунными заболеваниями, включая ревматоидный артрит, сахарный диабет 1-го типа и целиакию. Иногда очаговая алопеция может быть единственным проявлением целиакии.
Нарушение метаболизма эндогенных ретиноидов является ключевой частью патогенеза очаговой алопеции.
В 2010 году было завершено исследование ассоциации по всему геному, которое выявило 129 однонуклеотидных полиморфизмов, связанных с очаговой алопецией. Среди выявленных генов находятся те, что участвуют в контроле активации и пролиферации регуляторных Т-клеток, цитотоксического T-лимфоцитарного ассоциированного антигена 4, интерлейкина-2, интерлейкин-2 рецептора A и Eos (также известного как Ikaros family zinc finger 4), а также лейкоцитарный антиген человека. Исследование также выявило два гена, PRDX5 и STX17, которые экспрессируются в волосяных фолликулах.
Отмечается психодерматологическая связь с нарушениями в психических сопутствующих заболеваниях, таких как психическое благополучие, самооценка и психические расстройства, которые могут действовать как патогенные факторы для очаговой алопеции.

## Диагностика
Очаговая алопеция обычно диагностируется на основании клинических признаков.
Трихоскопия может помочь в установлении диагноза. В случае очаговой алопеции при трихоскопии обнаруживаются равномерно распределённые «жёлтые точки» (гиперкератотические пробки), маленькие волоски в виде восклицательных знаков и «чёрные точки» (разрушенные волоски в отверстии волосяного фолликула).
Однако часто для клинического диагноза очаговой алопеции достаточно отдельных участков выпадения волос, окружённых волосками в виде восклицательного знака. Иногда в области облысения также может наблюдаться покраснение кожи, эритема.
Биопсия редко требуется для постановки диагноза или оказания помощи в лечении очаговой алопеции. Гистологические признаки могут включать в себя перибульбарную лимфоцитарную инфильтрацию (напоминающую «рой пчёл»), изменение соотношения анагена к телогену (в сторону увеличения телогена) и расширенные фолликулярные инфундибулы. Другие признаки могут включать в себя нарушение пигментации в луковице волоса и фолликулярные стели. Иногда при неактивной очаговой алопеции воспалительные инфильтраты не обнаруживаются.

## Классификация
Обычно очаговая алопеция сопровождается выпадением волос в одном или нескольких круглых участках на коже головы.
- Волосы также могут выпадать более диффузно, по всей коже головы, и в этом случае состояние называется диффузной очаговой алопецией.
- Очаговая алопеция монолокулярис — облысение только в одном месте, которое может происходить в любой части головы.
- Очаговая алопеция мультилокулярис относится к множественным участкам выпадения волос.
- Офиазис — потеря волос в форме волны вокруг окружности головы.
- Заболевание может ограничиваться только бородой, в таком случае оно называется очаговой алопецией барбае.
- Если человек теряет все волосы на волосистой части головы, заболевание называется тотальной очаговой алопецией.
- Если выпадают все волосы на теле, включая лобковые, то диагноз ставится как универсальная очаговая алопеция.

Тотальная и универсальная очаговая алопеция встречаются редко.

## Лечение
Объективная оценка эффективности лечения очень сложна. Случаи спонтанной ремиссии непредсказуемы, но если поражённый участок неоднороден, то чаще всего волосы могут восстановиться самостоятельно. Ни один из существующих методов лечения не обладает исцеляющим или профилактическим эффектом. Систематический обзор, проведённый в 2020 году, показал, что у 80,9 % пациентов, получавших инъекции триамцинолона в концентрации 5 мг/мл, наблюдалось восстановление волос более 50 %. Систематический обзор Cochrane, опубликованный в 2019 году, показал, что применение 5 % топического миноксидила увеличило более чем восьмикратно вероятность восстановления более 50 % волос через 6 месяцев (по сравнению с плацебо). В случаях с тяжёлой потерей волос ограниченный успех был достигнут при использовании кортикостероидных препаратов, таких как клобетазол или флуоцинонид, в виде инъекций или кремов. Применение кортикостероидных кремов на поражённых участках менее эффективно и требует большего времени для достижения результатов. Инъекции кортикостероидов часто используются при небольших областях облысения на голове, особенно когда потеряны брови. Однако неясно, насколько они эффективны. Также были использованы другие препараты, такие как миноксидил, мазь Элокон (мометазон, кортикостероидный крем), раздражители (антралин или дегтярные мази), и топическая иммунотерапия с циклоспорином, иногда в различных комбинациях. Топические кортикостероиды часто не проникают достаточно глубоко в кожу, чтобы повлиять на луковицы волос, которые являются целью лечения, к тому же небольшие участки обычно также могут восстанавливаться самостоятельно. Пероральные кортикостероиды могут уменьшить потерю волос, но только на время их приёма. Также эти препараты могут вызывать серьёзные побочные эффекты. Нет универсального эффективного метода лечения для всех случаев, и у некоторых людей может не проявляться реакции ни на одно лечение.
В более тяжёлых случаях исследования показали многообещающие результаты при индивидуальном применении иммунодепрессанта метотрексата или дополнительном его применении с кортикостероидами.
Когда очаговая алопеция связана с целиакией, лечение безглютеновой диетой позволяет полностью и на долгий срок восстановить волосы на голове и других частях тела, но у некоторых всё же могут наблюдаться ремиссии и рецидивы. Улучшение, вероятно, связано с нормализацией иммунного ответа в результате исключения глютена из питания.
В июне 2022 года Управление по контролю за продуктами и лекарствами США (FDA) одобрило применение барицитиниба, ингибитора янус-киназы (JAK), для лечения тяжёлой формы очаговой алопеции.
Ритлецитиниб (Литфуло) был одобрен для медицинского использования в США в июне 2023 года. В 2024 г. был одобрен деуруксолитиниб.
Трансплантация фекальной микробиоты (FMT) была показана как метод с долгосрочными результатами, способный обратить очаговую алопецию и поддержать рост волос. Она эффективна до такой степени, что дополнительные волосы могут начать расти на руках и лице, а седые волосы могут восстановить свой естественный цвет. Это поддерживает идею о связи между микрофлорой кишечника и потерей волос.

## Прогноз
В большинстве случаев при небольшом количестве участков выпадения, волосы отрастают снова через несколько месяцев или год. В случаях, когда участков много, волосы могут либо отрасти снова, либо продолжить прогрессировать до тотальной очаговой алопеции или, в редких случаях, до универсальной очаговой алопеции.
При очаговой алопеции не происходит потери функций организма, и её последствия в основном психологические (снижение самооценки из-за потери волос), хотя и они достаточно серьёзны. Ещё потеря волос означает, что кожа головы становится более уязвимой для солнечных ожогов. У пациентов также может наблюдаться аномальное формирование ногтей, так как кератин формирует и волосы, и ногти.
Волосы могут отрасти, а затем позже снова выпасть. Это может указывать не на рецидив заболевания, а оказаться естественным циклом роста и выпадения, который начался относительно синхронно. Со временем такая картина исчезнет. Эпизоды очаговой алопеции до наступления полового созревания предрасполагают к хроническому рецидивированию этого заболевания.
Облысение может быть причиной психологического стресса. Поскольку выпадение волос может привести к значительным изменениям во внешности, люди могут испытывать социальную фобию, тревогу и депрессию.
Для восстановления волос на участках их потери, если не диагностирована универсальная или тотальная алопеция, можно воспользоваться пересадкой волос (методы FUT, FUE, DHI, HFE, FUE+FUI).

## Эпидемиология
Это состояние затрагивает от 0,1 до 0,2 % населения, с риском появления в течение жизни от 1 до 2 %. Чаще встречается у женщин.
Очаговая алопеция встречается у людей, которые в остальном здоровы и не имеют других кожных заболеваний. Начальные симптомы чаще всего проявляются в раннем детстве, поздних подростковых годах или молодом возрасте, но могут возникать в любом возрасте. У пациентов обычно наблюдается повышенная частота заболеваний, связанных с иммунной системой, таких как астма, аллергии, атопический дерматит и гипотиреоз.

## Общество и культура
Термин «алопеция», который используется врачами со времён Гиппократа, происходит от греческого слова «алопекс», означающего лисицу, и был назван так из-за потери шерсти, наблюдаемой при лисьей чесотке. «Ареата» происходит от латинского слова ареа, означающего свободное пространство или пятно.
Некоторые идентифицируют очаговую алопецию и алопецию барбае как возможные проявления библейского заболевания «нетек», которое входит в более широкую группу кожных расстройств, известных как «цараат». Такие расстройства обсуждаются в Книге Левит, главе 13.

## Исследования
Многие лекарства находятся в стадии изучения.
В 2014 году были получены предварительные результаты, показывающие, что пероральный руксолитиниб, препарат, одобренный Управлением по контролю за продуктами и лекарствами США (FDA) для лечения костного мозга при миелофиброзе, восстановил рост волос у 3 пациентов с продолжительным и тяжёлым течением болезни.
В марте 2020 года Управление по контролю за продуктами и лекарствами США (FDA) присвоило препарату барицитинибу статус прорывной терапии для системного лечения алопеции ареаты и одобрило его использование в июне 2022 года. Эффективность препарата составила 32 % у людей, которые потеряли около 50 % волос. Восстановление 80 % волосяного покрова было отмечено через 36 недель. Барицитиниб действует как ингибитор янус-киназы (JAK), блокируя подтипы JAK1 и JAK2.